# Böhnshausen
Böhnshausen ist ein Ortsteil der Ortschaft Langenstein der Stadt Halberstadt im Landkreis Harz in Sachsen-Anhalt.

## Geografie und Verkehrsanbindung
Der Ort liegt südwestlich des Kernbereichs von Halberstadt an der östlich verlaufenden B 81. Die Holtemme fließt unweit nördlich.

## Bildung
- Berufsbildende Schulen „Geschwister Scholl“[1]

## Wirtschaft
- Nordsaat Saatzucht GmbH[2]

## Sehenswürdigkeiten

### Baudenkmale
In der Liste der Kulturdenkmale in Halberstadt ist für Böhnshausen die Häusergruppe 17–26 als Baudenkmal aufgeführt.